# 神奈川県道70号秦野清川線

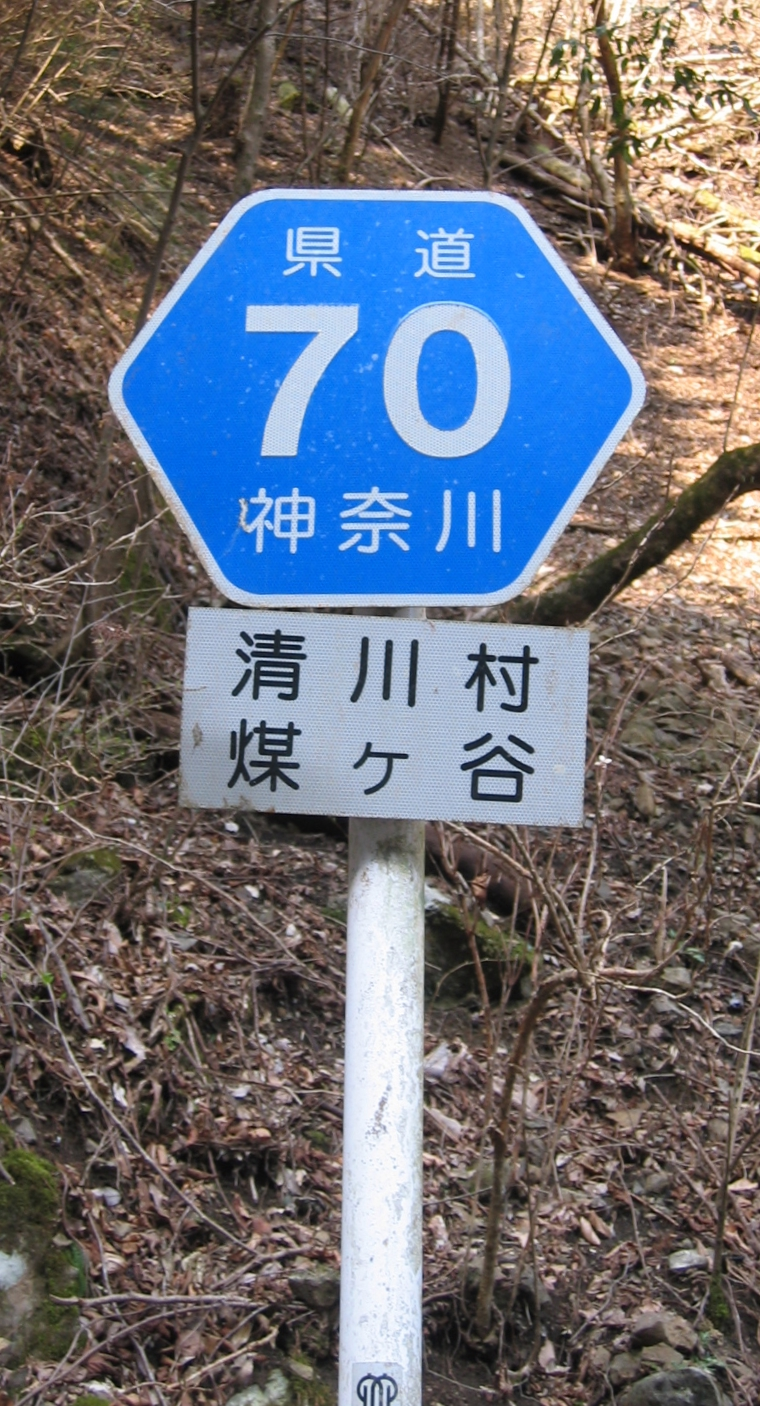

神奈川県道70号秦野清川線（かながわけんどう70ごう はだのきよかわせん）は、神奈川県秦野市名古木（ながぬき）交差点を起点とし、愛甲郡清川村宮ヶ瀬北原交差点を終点とする全長約30kmの県道（主要地方道）である。終点側では宮ヶ瀬湖畔を通ることから、県道64号線と同様に宮ヶ瀬レイクラインとも呼ばれる。昔は路面が舗装されておらず、丹沢林道とも呼ばれた。

## 概要
- 起点 : 神奈川県秦野市落合・曽屋
- 終点 : 神奈川県愛甲郡清川村宮ヶ瀬
- 路線延長 : 約30km

## 路線状況
起点、終点付近は2車線だが、ほとんどの区間は1 - 1.5車線であり、対向車とのすれ違いが困難な区間もある。県の南北を結ぶ通行可能な道路としては最西端で山地を走る。冬季は凍結のため、チェーン規制されることもある。
秦野方面からヤビツ峠まで、主に丹沢登山者のための路線バスが神奈川中央交通により運行されている。秦野から蓑毛までは市街地・農地で、前方の丹沢の見はらしもよく景色は開け、2車線の幅員がある。蓑毛より先は山林に入り、幅員は1.5車線に狭まる。車のすれ違いが困難なため、バスには添乗員が乗車する場合がある。木々に囲まれた景色になるが、標高が上がるため、菜の花台の展望台をはじめ、眼下に秦野盆地さらに相模湾などを一望できる場所が点在する。
ヤビツ峠の先、札掛付近から宮ヶ瀬湖方面はさらに道が細くなり、交通量が多くなる休日や連休期間中などではしばしば渋滞が発生する。この区間でも宮ヶ瀬湖完成以前には路線バスが運行されていた。
2019年10月の令和元年東日本台風により、複数箇所で斜面の崩壊や路面損壊の被害を受け、札掛橋から宮ヶ瀬北原交差点までが通行止めとなった。2020年5月29日に一部区間が解除された後も、約7キロメートルの区間が通行止めとなっていたが、2021年7月30日に約1年10か月ぶりに全線開通した。
ただし、この復旧は仮復旧であったため、2022年11月より再度全面通行止めとして復旧工事を行い、2023年3月27日に全面開通となった。

### 通称
- 宮ヶ瀬レイクライン
- 丹沢林道（舗装されていなかったころの通称）

### 道路施設
- 中丸橋 - 中丸沢
- 富士見橋（ふじみばし）
- 護摩屋敷橋（ごまやしきばし）
- 旭橋
- 門戸口橋
- 常世橋
- 札掛橋（ふだかけはし）- 布川、架設年 1967年（昭和42年）、延長 21m、幅員 6.0m
- 吉田橋（よしだはし）
- 大洞橋（おおぼらばし）
- 大洞トンネル（おおぼらとんねる）- 竣工年 1994年（平成6年）3月、延長 50.4m、幅 8m、高さ 5.75m
- 塩水トンネル（しおみずとんねる）- 竣工年 1935年（昭和10年）、延長 21.4m、幅員 3.8m、高さ 3.7m
- 塩水橋（しおみずばし）- 本谷川、架設年 1961年（昭和36年）、延長 18m、幅員 6.0m
- 桶小屋橋（おけごやばし）- 桶小屋沢、架設年 1961年（昭和36年）、延長 9m、幅員 6.0m
- 青宇治橋（あおうじばし）- 青藤沢、架設年 1972年（昭和47年）、延長 20m、幅員 7.5m
- 釜田川橋（かまたがわばし）- 架設年 1988年（昭和63年）、延長 99m、幅員 8.8m
- 吹風トンネル（ふかぜとんねる）- 竣工年 1987年（昭和62年）、延長 244m、幅員 6m

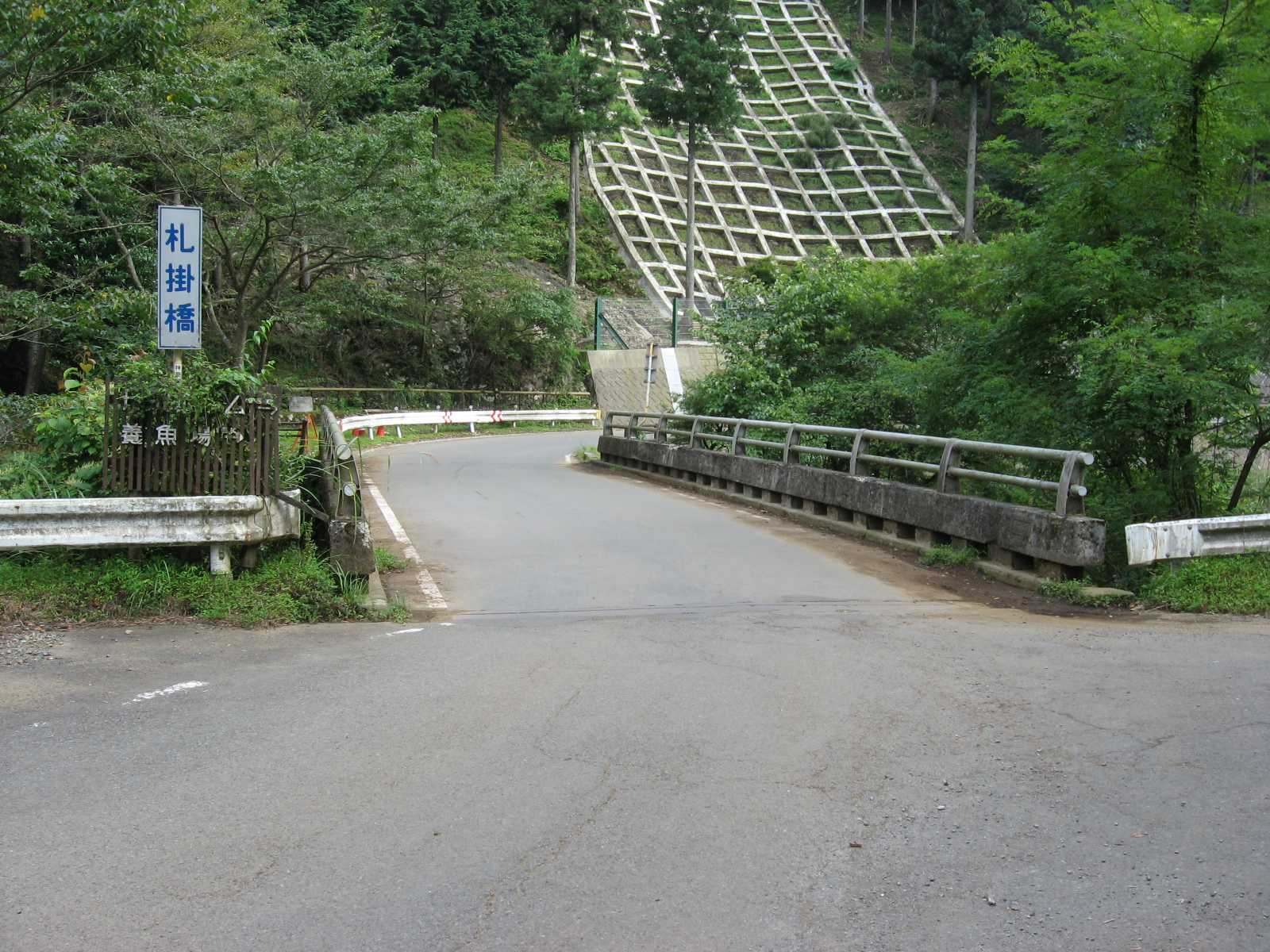
札掛橋（2006年9月3日撮影）
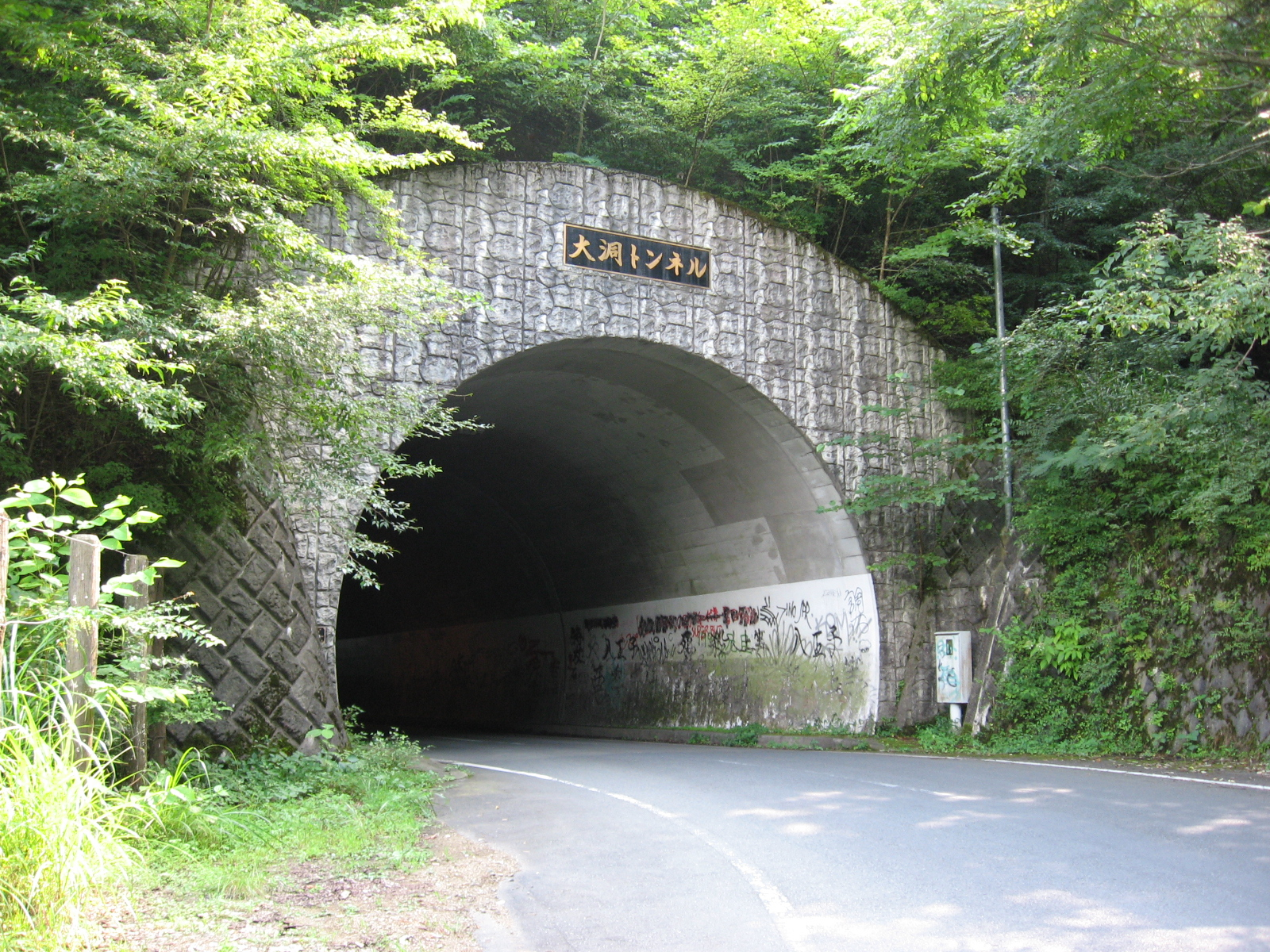
大洞トンネル（宮ヶ瀬側から撮影）
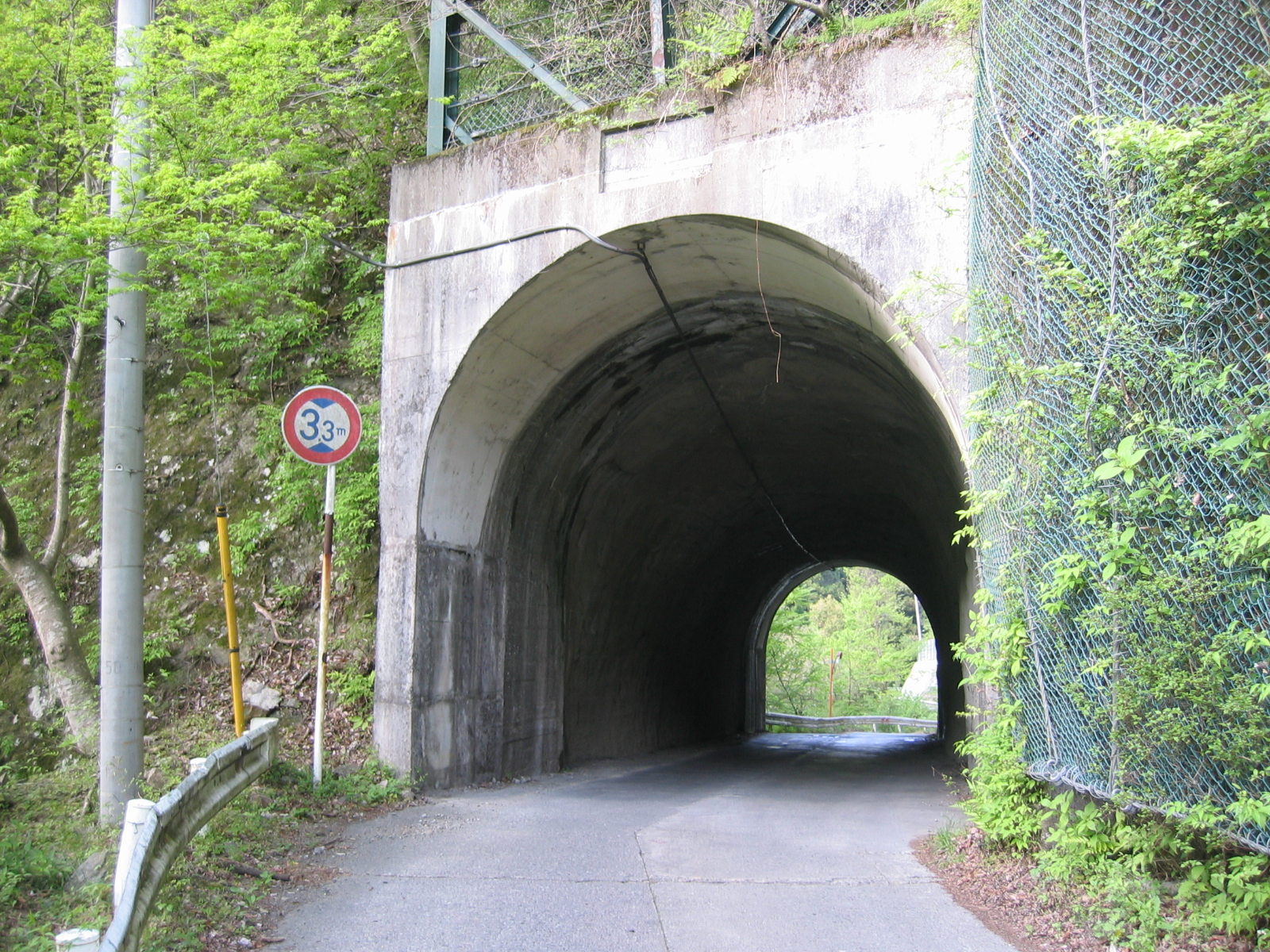
塩水トンネル（宮ヶ瀬側から撮影）
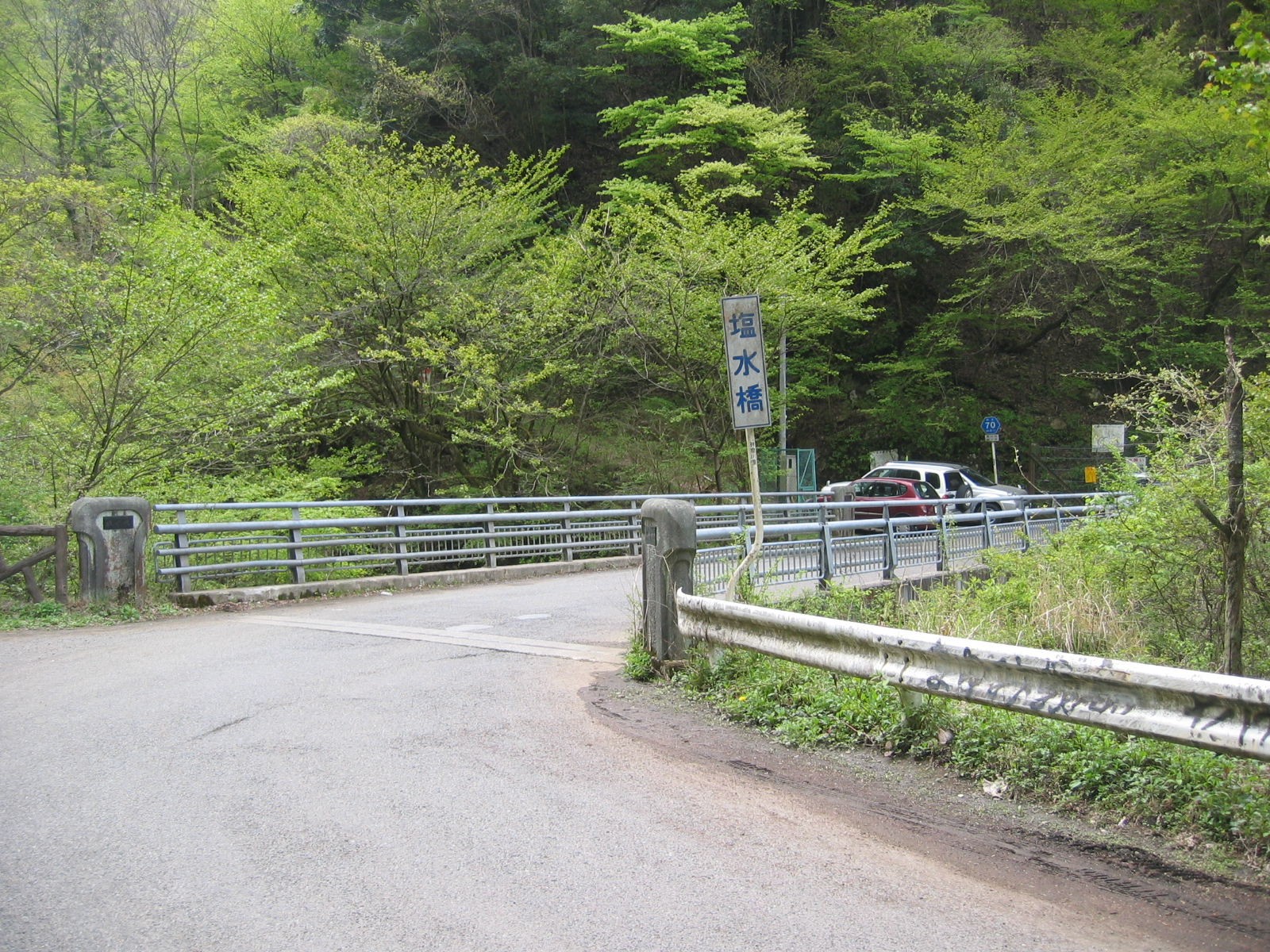
塩水橋（2006年4月30日撮影）
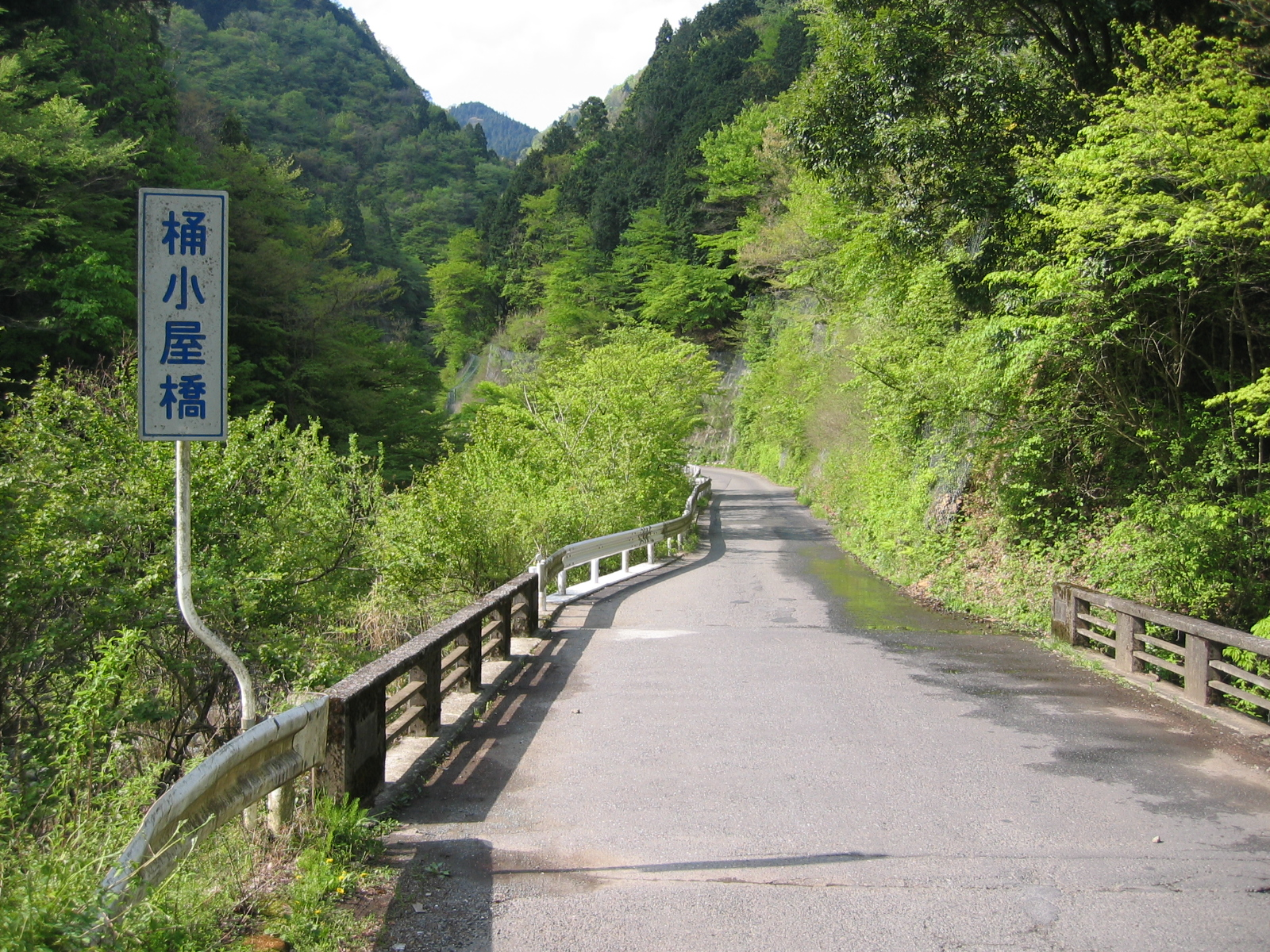
桶小屋橋 （宮ヶ瀬方より 2006年5月4日撮影）
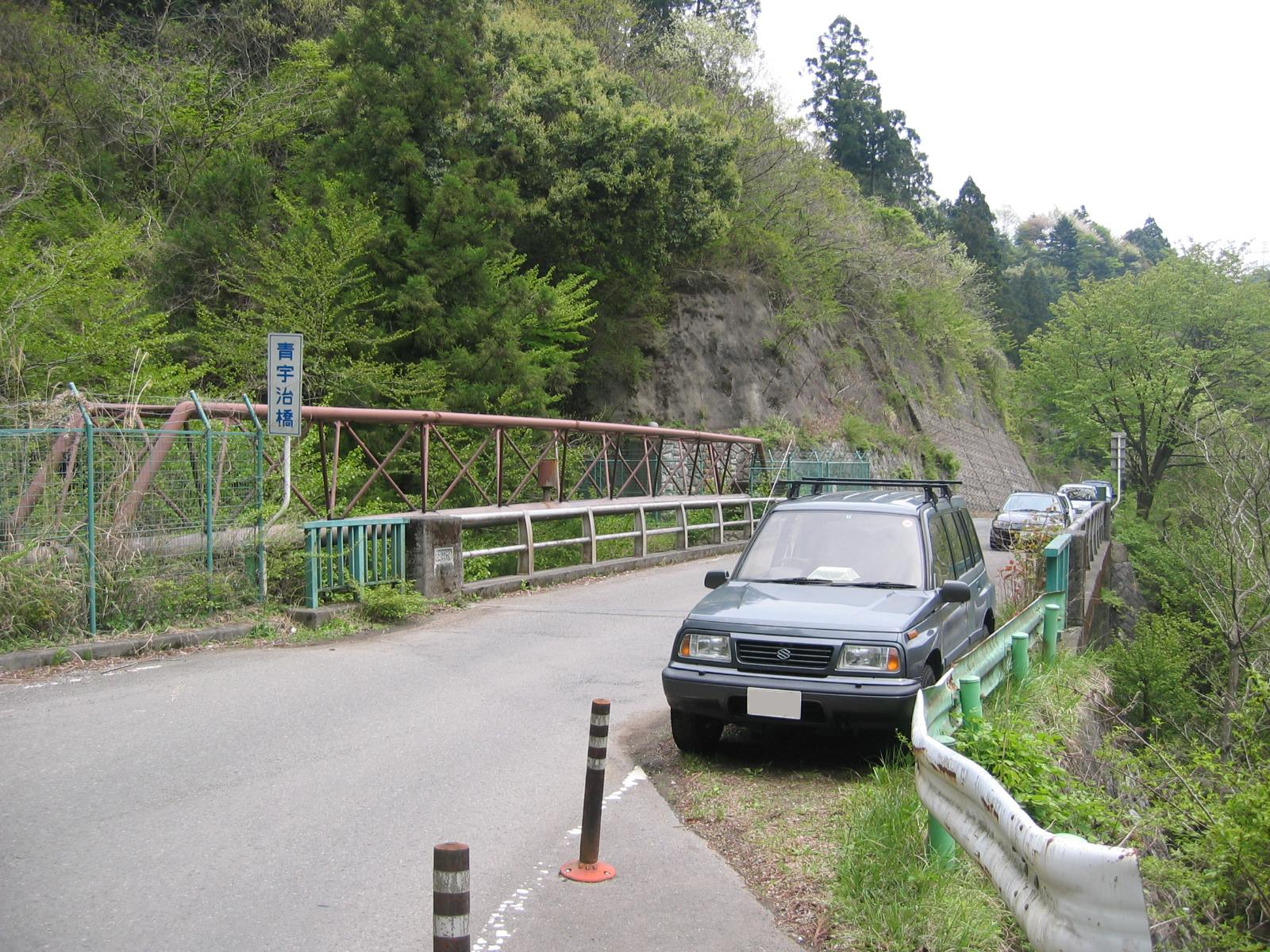
青宇治橋 （2006年4月撮影）
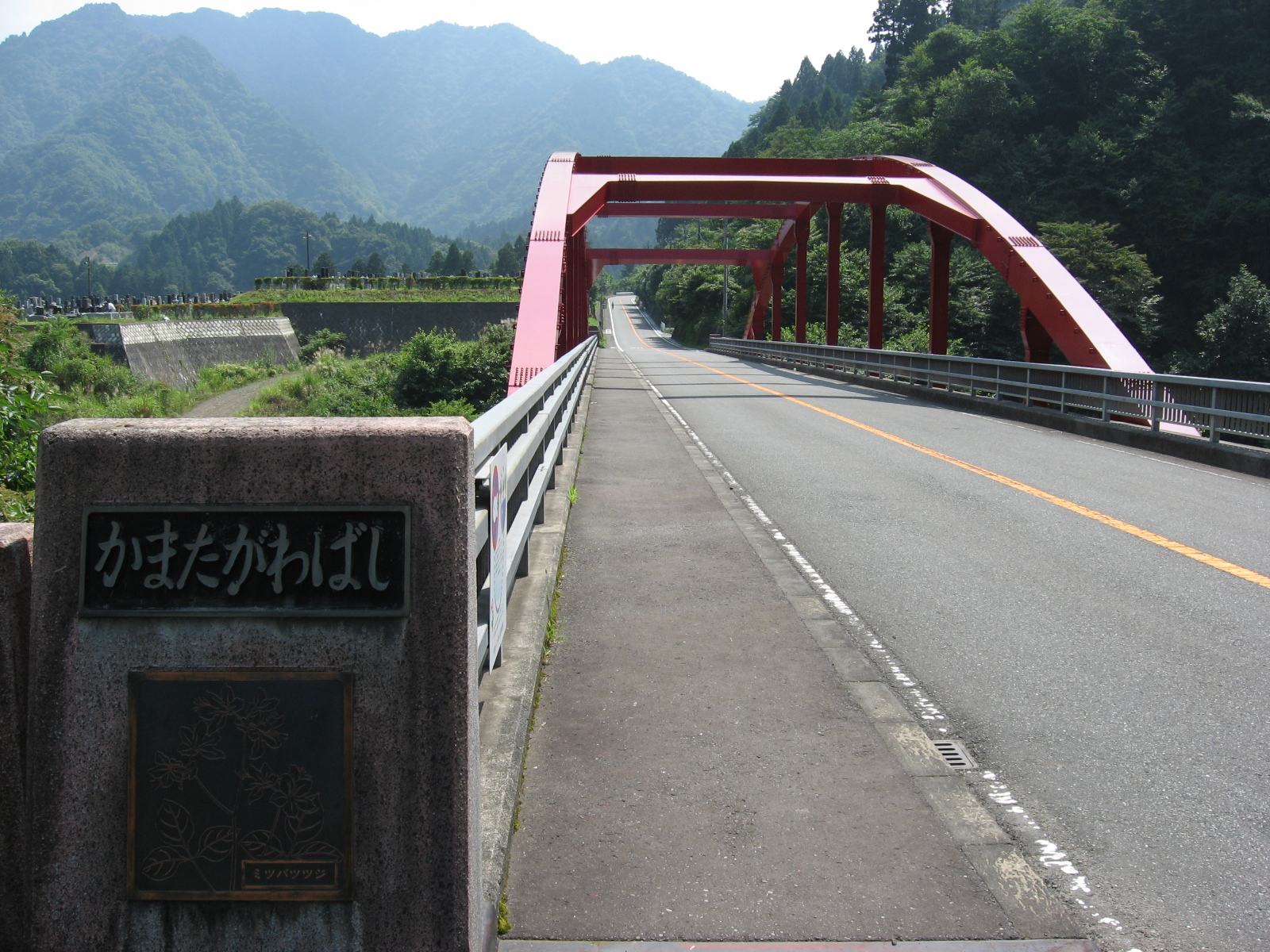
釜田川橋 左奥には宮ヶ瀬霊園がある（2006年9月3日撮影）
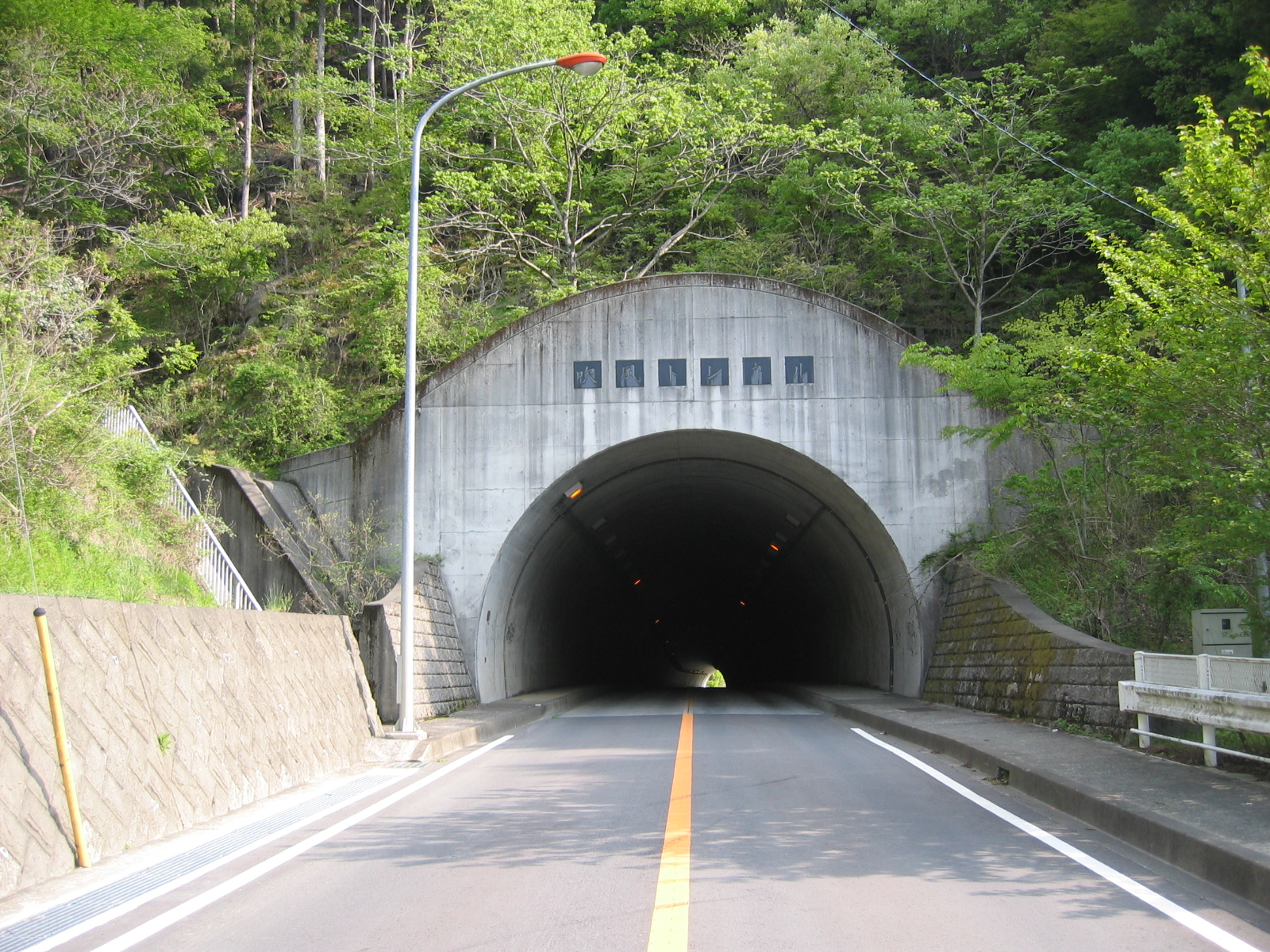
吹風トンネル（秦野側から撮影）

## 地理

### 通過する自治体
- 神奈川県
  - 秦野市 - 愛甲郡清川村

### 交差する道路
- 国道246号（名古木交差点）
- 羽根林道（羽根に至る）
- 表丹沢林道（水無川暗闇橋附近に至る）
- 境沢林道（薬研沢出合へ至る）
- 唐沢林道（物見峠を経て煤ヶ谷へ至る）
- 本谷林道・塩水林道（キューハ沢出合・堂平へ至る）
- 神奈川県道64号伊勢原津久井線（宮ヶ瀬北原交差点）

### 峠
- ヤビツ峠

## 画像

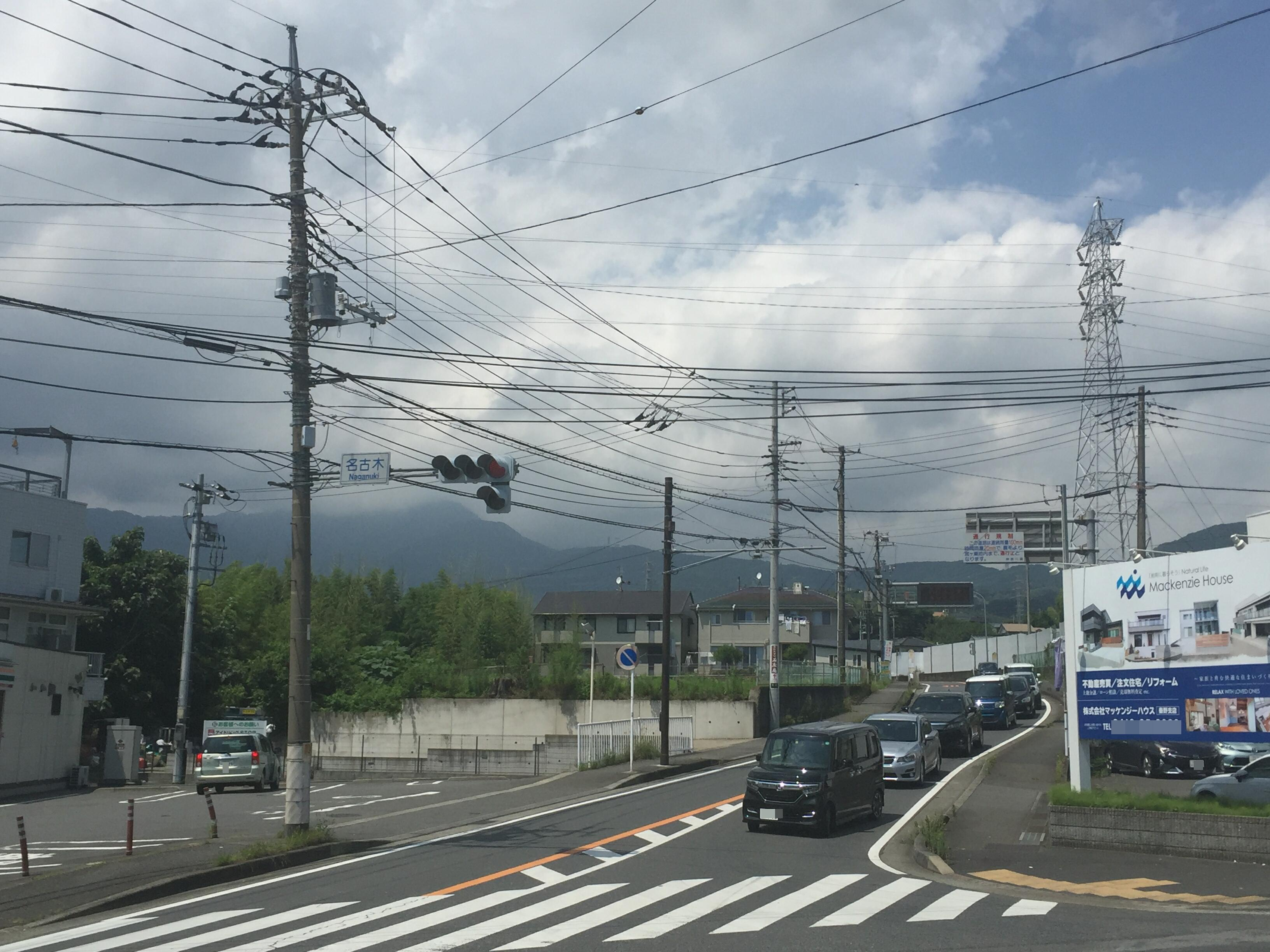
名古木（起点）
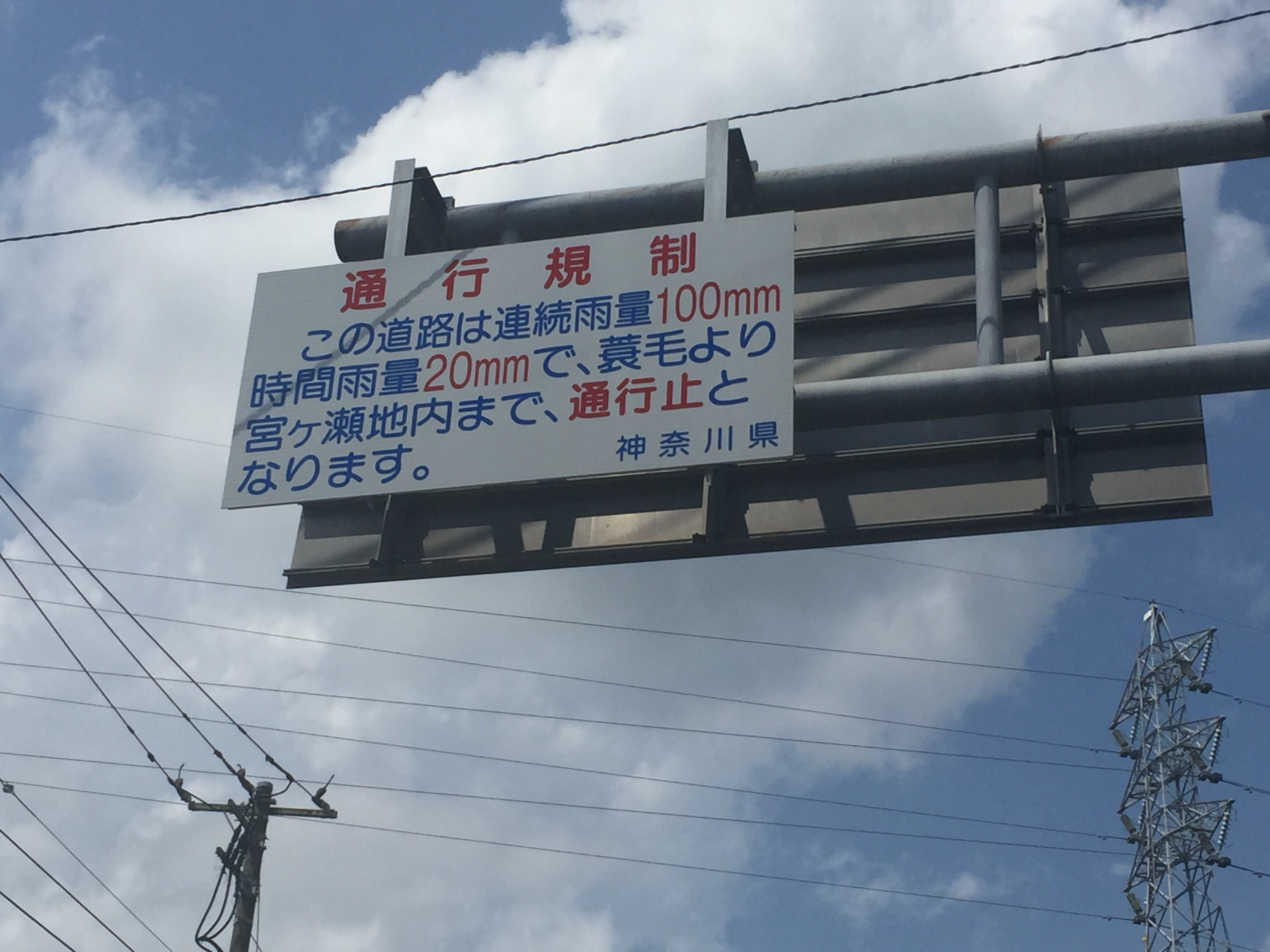
雨量規制予告（秦野市名古木）
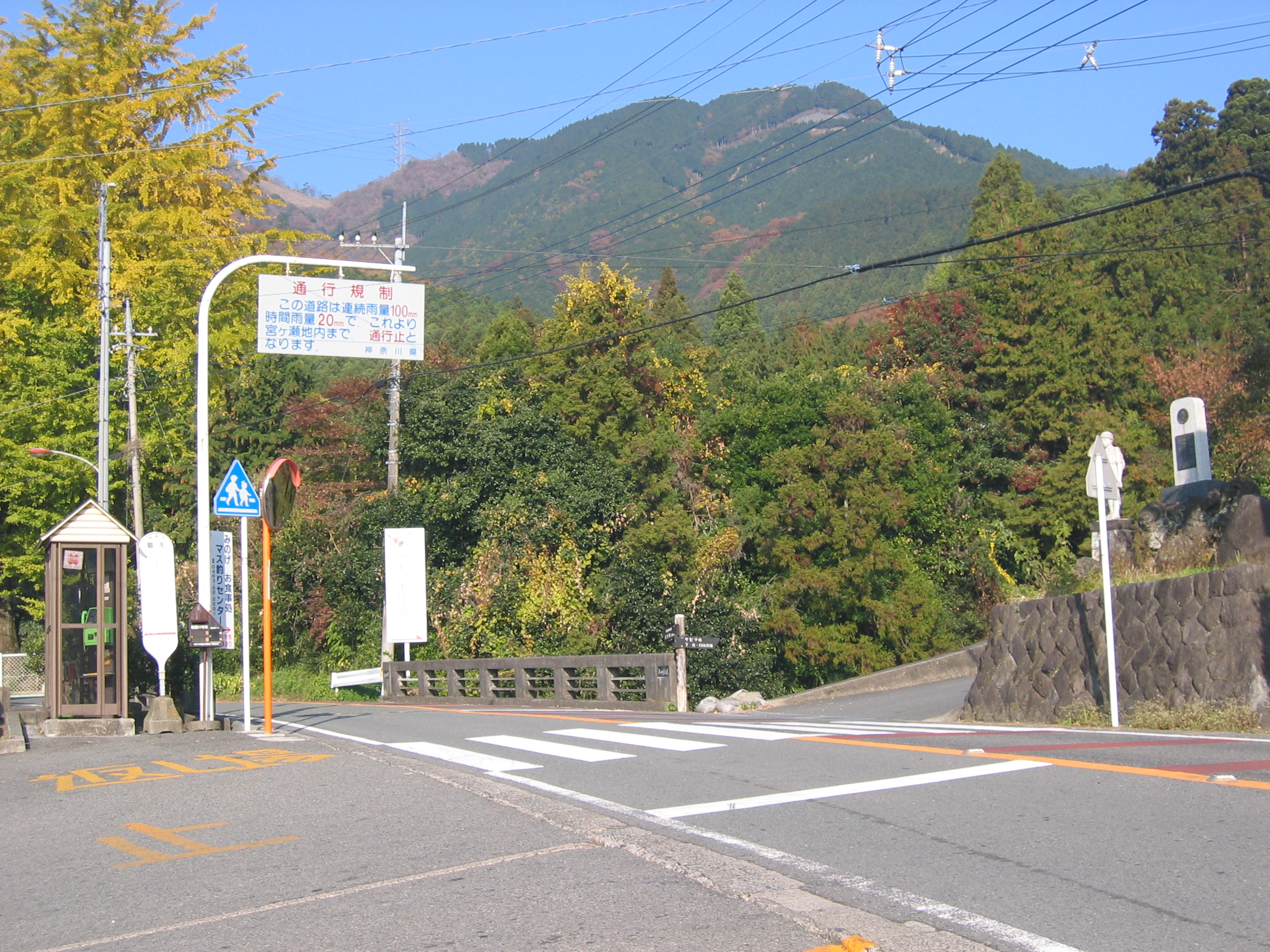
蓑毛付近
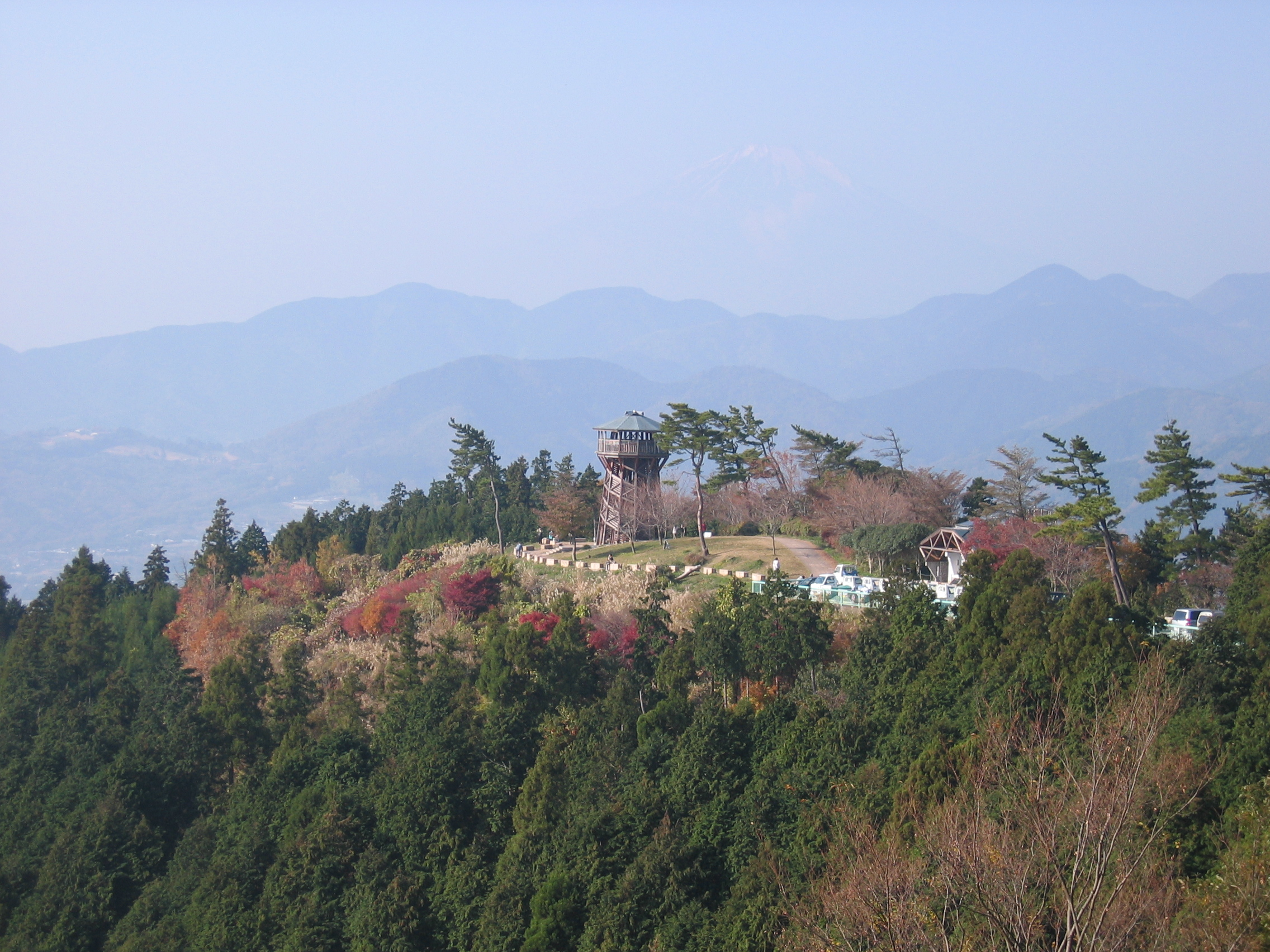
菜の花台
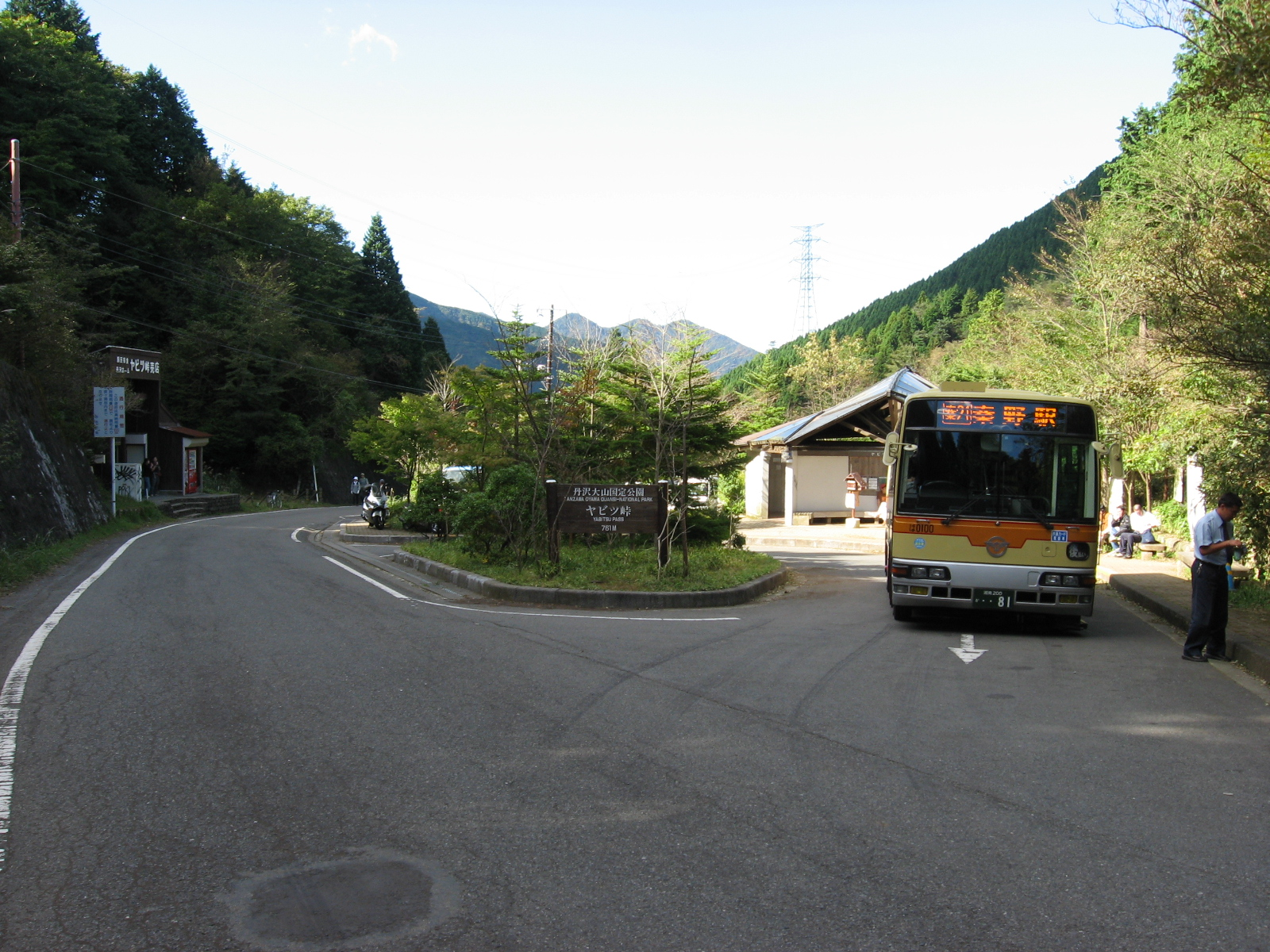
ヤビツ峠
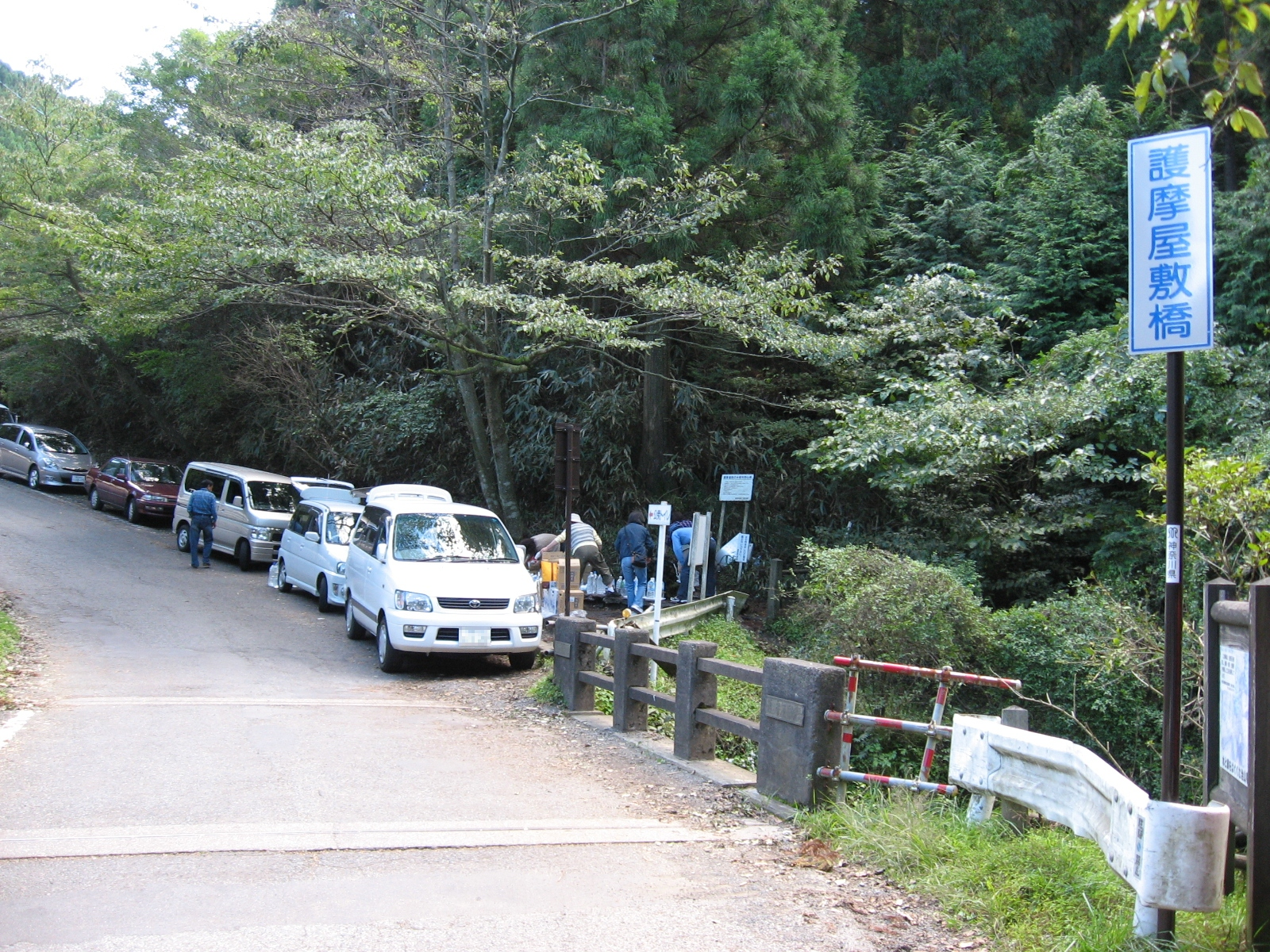
護摩屋敷橋と護摩屋敷の水
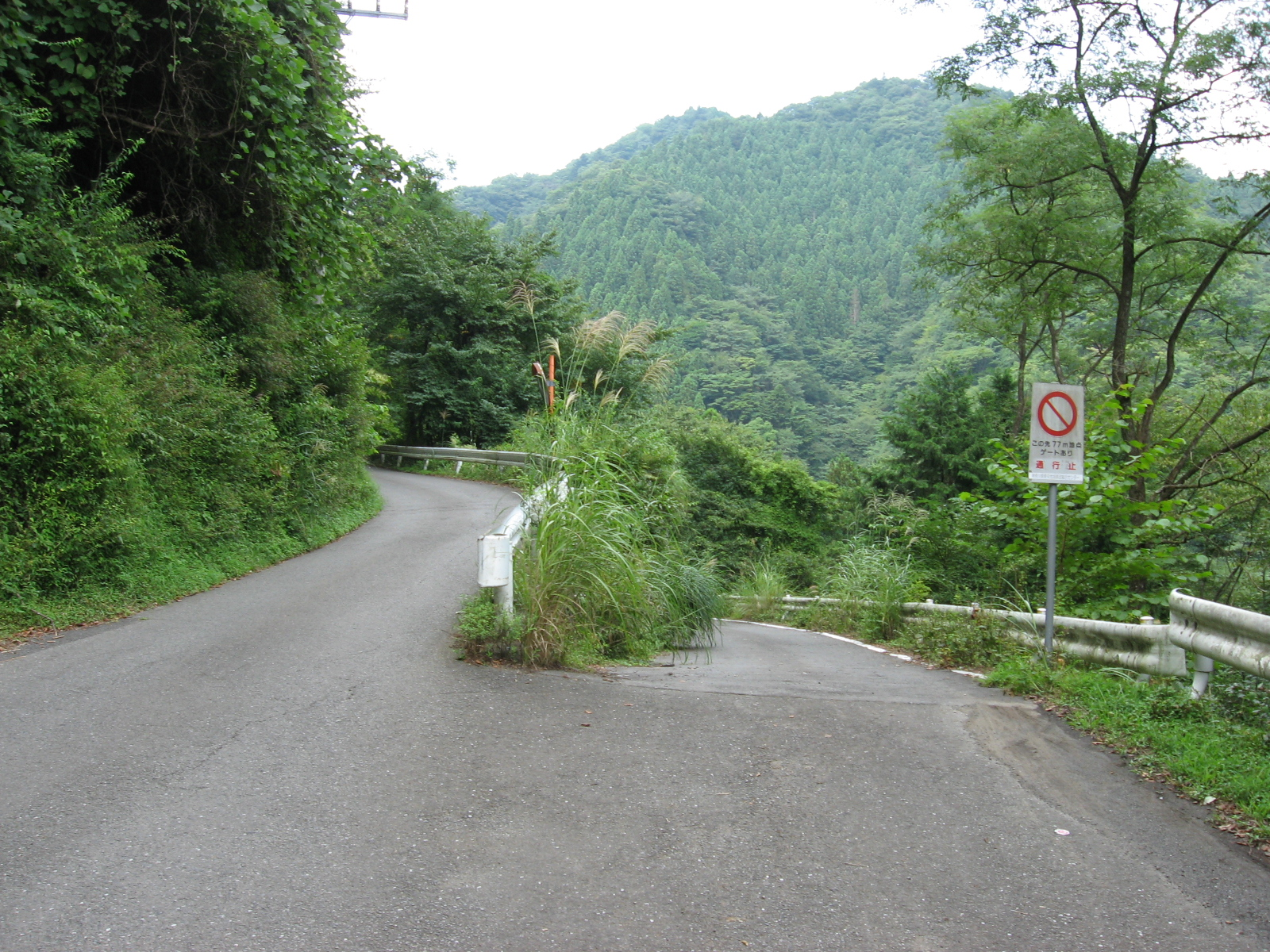
唐沢林道（右）との分岐
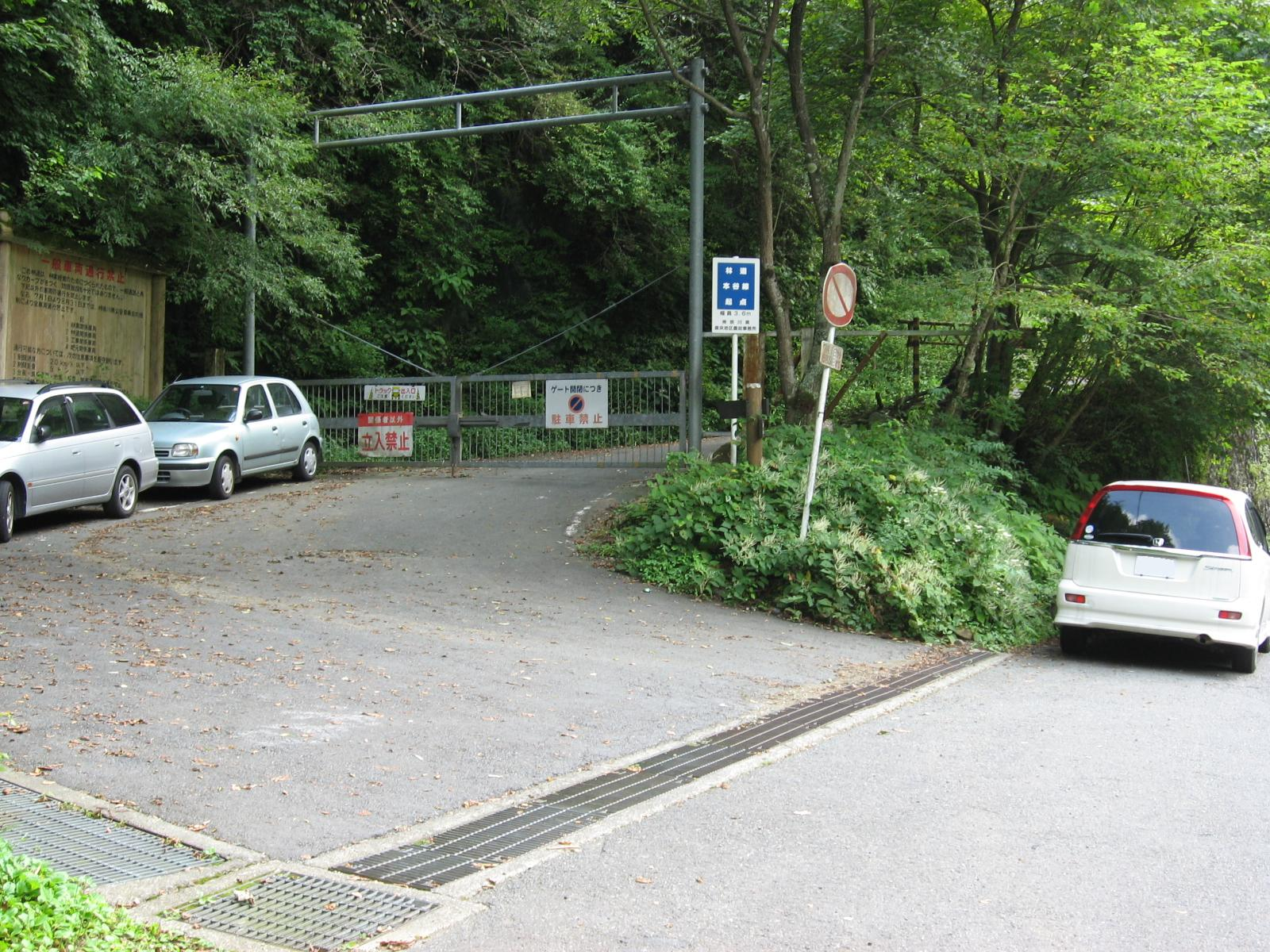
本谷林道・塩水林道への入口（左）
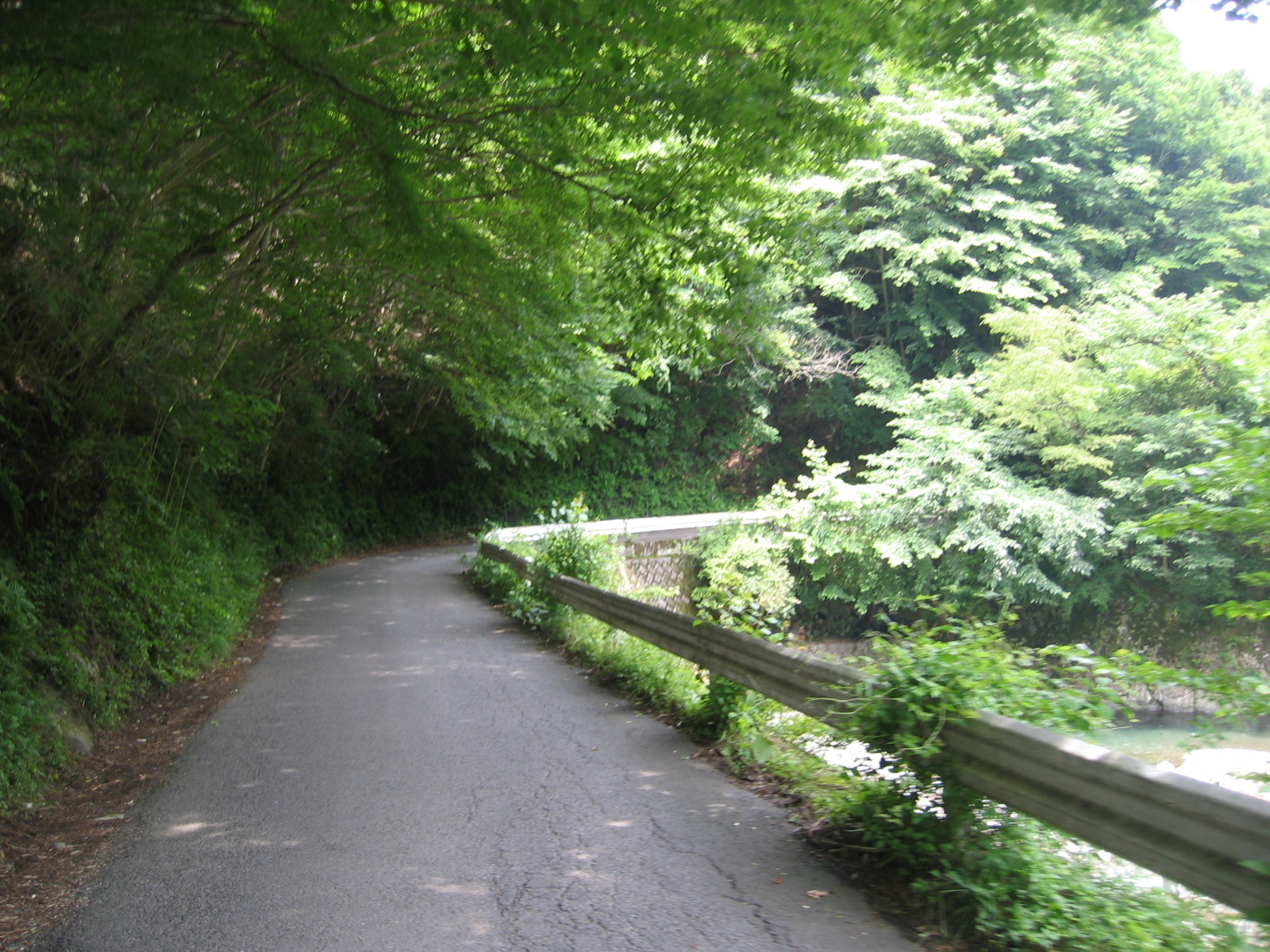
本谷川沿い
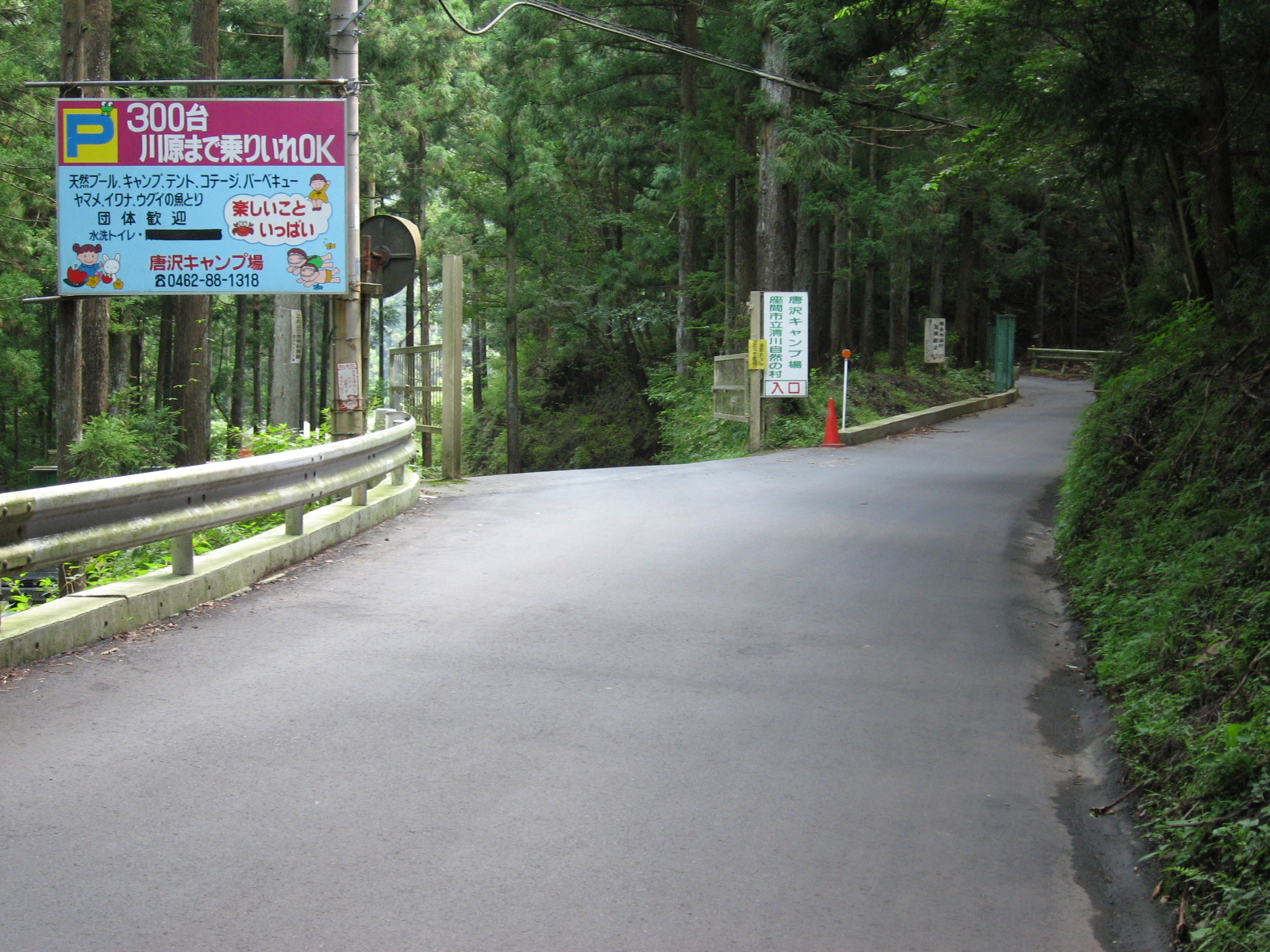
唐沢キャンプ場入口（左）との分岐
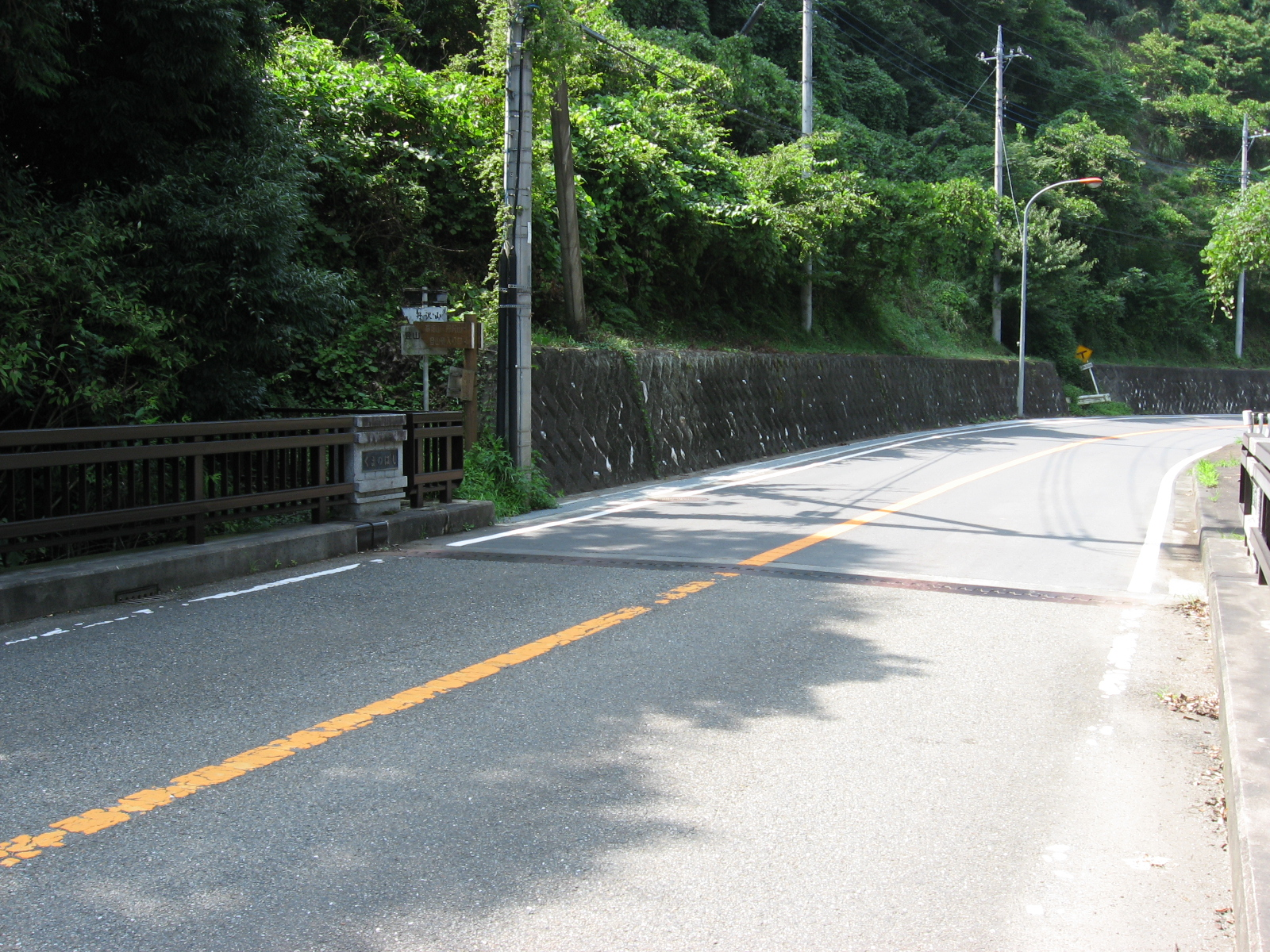
丹沢山の登山口付近
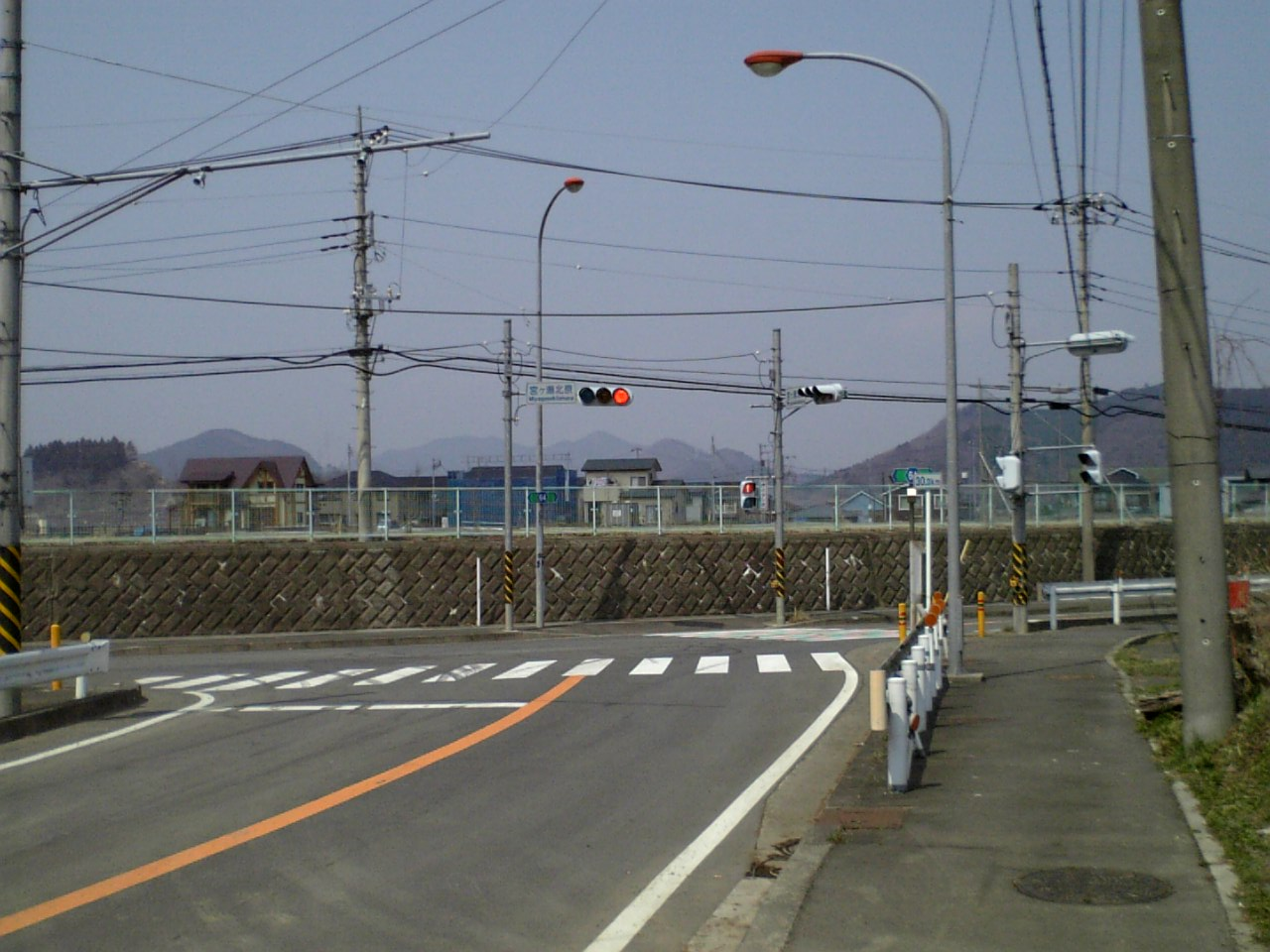
宮ヶ瀬北原（終点）